# Marion Bartoli
Marion Bartoli (* 2. Oktober 1984 in Le Puy-en-Velay, Département Haute-Loire) ist eine ehemalige französische Tennisspielerin. Ihren größten Erfolg feierte sie 2013 mit dem Titelgewinn in Wimbledon.

## Karriere
Marion Bartoli wurde im Alter von sechs Jahren von ihrem Vater (einem Arzt), der sie auch bis zu ihrem Karriereende trainiert und betreut hat, an das Tennisspiel herangeführt. Im Jahr 2000 wurde sie Profispielerin.
Als Juniorin gewann sie 2001 nicht nur die US Open, sondern auch die Australischen Hartplatzmeisterschaften und die Victorian Championships. 2002 deklassierte sie die viermalige Grand-Slam-Turniersiegerin Arantxa Sánchez Vicario mit 6:3 und 6:1. Wenige Monate später gelang ihr der Sprung in die Top 100 der WTA-Weltrangliste.

### 2006–2010
2006 gewann sie im neuseeländischen Auckland ihren ersten Titel auf der WTA Tour; in New Haven schlug sie die damalige Nummer 6 der Welt, Nadja Petrowa, mit 4:6, 6:4, 7:6. Die Saison endete mit einer Finalteilnahme in Bali sowie Turniersiegen in Tokio und Québec.
Den ersten großen Erfolg feierte Bartoli 2007, als sie das Finale von Wimbledon erreichte, dort aber Venus Williams in zwei glatten Sätzen unterlag. An Position 18 gesetzt schaltete sie dabei im Achtelfinale mit Jelena Janković die Nummer 3 des Turniers und im Halbfinale sogar die topgesetzte Justine Henin aus. Zudem stand sie in diesem Jahr sowohl bei den French Open (Niederlage gegen Jelena Janković) als auch bei den US Open im Achtelfinale (Niederlage gegen Serena Williams).

2007 bestritt sie außerdem das Endspiel in Prag (Niederlage gegen Akiko Morigami) und sie erreichte in Eastbourne (Niederlage gegen Justine Henin) sowie in Luxemburg (Aus gegen Daniela Hantuchová) und in Linz (Aus gegen Patty Schnyder) jeweils das Halbfinale. Zudem stand sie im Viertelfinale von Toronto (Niederlage gegen Zi Yan) und in Zürich (Aus gegen Tatiana Golovin).
Bartoli qualifizierte sich damit für die WTA Tour Championships in Madrid und beendete ihr bis dahin bestes Jahr als Weltranglistenzehnte.
An ihre Vorjahreserfolge konnte sie 2008 nicht anknüpfen, sie bestätigte mit der Endspielteilnahme in Stanford (Niederlage gegen Aleksandra Wozniak) und Halbfinalteilnahmen in Montreal (Niederlage gegen Dominika Cibulková) und Linz (Aus gegen Wera Swonarjowa) aber ihre Top-20-Platzierung.
Bei den Australian Open gelang ihr 2009 erneut ein großer Sieg (6:1, 6:4) über die neue Nummer eins, Jelena Janković, womit sie ins Viertelfinale einzog. Ihren vierten Titel gewann sie in Monterrey mit einem Endspielsieg über Na Li. Am Jahresende war Bartoli die Nummer 12 der Welt.
Ihr größter Erfolg im Jahr 2010 war das Erreichen der Vorschlussrunde in Miami (Kategorie: Premier Mandatory), in der sie Venus Williams in zwei Sätzen unterlag. In Cincinnati und Montreal (beide Kategorie: Premier 5) kam das Aus jeweils im Viertelfinale gegen Marija Scharapowa bzw. Wiktoryja Asaranka.

### 2011–2013
Bei den French Open stieß sie 2011 bis ins Halbfinale vor, in dem sie in einem von heftigen Windböen geprägten Match der Titelverteidigerin Francesca Schiavone unterlag. Drei Wochen zuvor hatte sie im Finale von Straßburg zu Beginn des zweiten Satzes wegen Verletzung aufgeben und den Turniersieg Andrea Petković überlassen müssen. Beim Rasenturnier von Eastbourne sicherte sie sich dann ihren ersten WTA-Titel auf Rasen. Nach einem klaren Halbfinalsieg über Samantha Stosur bezwang sie im Endspiel Petra Kvitová, die ihr allerdings drei Sätze abverlangte. Damit rückte Bartoli auf Platz 9 der Weltrangliste vor. In Wimbledon beendete sie durch ein umkämpftes 6:3, 7:66 über Titelverteidigerin Serena Williams erst einmal deren Comeback und zog ins Viertelfinale ein, in dem sie sich Sabine Lisicki mit 4:6, 7:64, 1:6 geschlagen geben musste. In Stanford konnte sich Serena Williams dann revanchieren; im Endspiel unterlag Bartoli der wieder erstarkten US-Amerikanerin nach einem umkämpften ersten Satz mit 5:7 und 1:6.
Das Jahr 2012 begann verheißungsvoll mit dem Einzug ins Viertelfinale von Sydney, in dem sie von der Weltranglistenersten Asaranka gestoppt wurde. In Melbourne unterlag sie in Runde drei Zheng Jie, erreichte aber nach dem Turnier mit Platz 7 dennoch ihre beste Position in der Weltrangliste. Beim Hallenturnier von Paris stand sie im Finale gegen Angelique Kerber, der sie sich mit 6:7, 7:5, 3:6 nur knapp geschlagen geben musste. In Doha schied sie im Halbfinale gegen Sam Stosur aus. In Indian Wells kam das Aus im Viertelfinale gegen Ana Ivanović, bevor sie in Miami erneut ins Semifinale einziehen konnte, in dem sie Agnieszka Radwańska deutlich unterlag. Bei den French Open, für die man sie im Vorfeld als Geheimtipp gehandelt hatte, scheiterte sie bereits in Runde zwei an der jungen Petra Martić; ebenso in Wimbledon, wo sie Mirjana Lučić-Baroni mit 4:6 und 3:6 unterlag. Beim Hartplatzturnier von San Diego erreichte sie dann das Finale, das sie gegen Dominika Cibulková mit 1:6 und 5:7 verlor.
Bartoli wollte 2012 für Frankreich bei den Olympischen Spielen in London teilnehmen. Sie war zwar die in der Weltrangliste bestplatzierte französische Spielerin, erfüllte jedoch nicht die Vorgabe ihres nationalen Tennisverbands, die besagte, dass eine Spielerin bei den Olympischen Spielen nur teilnahmeberechtigt ist, wenn sie sich in den beiden Jahren vor Olympia mindestens zweimal für das französische Fed-Cup-Team zur Verfügung gestellt hatte. Bartoli erfüllte diese Bedingung nicht; sie war nur 2004 für Frankreich im Fed Cup angetreten. Obwohl vom französischen Sportminister David Douillet unterstützt wurde und auch einen Antrag bei der ITF stellte, lehnte der französische Verband eine Ausnahmeregelung ab. (Bartoli hatte stets gefordert, auch beim Fed Cup von ihrem Vater betreut zu werden, was ihr der Verband nicht gestattete).
Am 6. Juli 2013 gewann Bartoli das Turnier in Wimbledon mit einem Endspielsieg über Sabine Lisicki und sicherte sich damit den einzigen Grand-Slam-Titel ihrer Karriere. Sie war die sechste Spielerin, die das Turnier ohne Satzverlust gewinnen konnte.
Am 14. August 2013, nachdem sie in ihrer zweiten Partie beim WTA-Turnier in Cincinnati gegen Simona Halep in drei Sätzen ausgeschieden war, gab sie überraschend ihr Karriereende bekannt. Bartoli, die zu diesem Zeitpunkt auf Rang 7 der WTA-Weltrangliste stand, begründete den Schritt mit ihrer angeschlagenen Gesundheit.

### 2018
Im Dezember 2017 gab sie ihr Vorhaben bekannt, auf die Tour zurückzukehren; sie hoffe, beim WTA-Turnier von Miami im März 2018 starten zu können. An dem Turnier hat sie aber nicht teilgenommen. Stattdessen erklärte im Juni 2018 dieses Vorhaben wegen körperlichen Problemen aufgegeben zu haben.

## Spielweise
Marion Bartoli spielte ab 1992 sowohl Vorhand als auch Rückhand beidhändig.
Ihr Vater hatte in dem genannten Jahr ein Match von Monica Seles, die diese Technik erfolgreich praktizierte, gesehen und seiner Tochter empfohlen, doch ebenfalls beidhändig zu spielen.

## Erfolge

### Einzel

#### Turniersiege
| Nr. | Datum            | Turnier    | Kategorie         | Belag             | Finalgegnerin   | Ergebnis      |
| --- | ---------------- | ---------- | ----------------- | ----------------- | --------------- | ------------- |
| 1.  | 7. Januar 2006   | Auckland   | WTA International | Hartplatz         | Wera Swonarjowa | 6:2, 6:2      |
| 2.  | 8. Oktober 2006  | Tokio      | WTA Premier 5     | Hartplatz         | Aiko Nakamura   | 2:6, 6:2, 6:2 |
| 3.  | 5. November 2006 | Québec     | WTA International | Hartplatz (Halle) | Olga Putschkowa | 6:0, 6:0      |
| 4.  | 8. März 2009     | Monterrey  | WTA International | Hartplatz (Halle) | Li Na           | 6:4, 6:3      |
| 5.  | 2. August 2009   | Stanford   | WTA Premier       | Hartplatz         | Venus Williams  | 6:2, 5:7, 6:4 |
| 6.  | 18. Juni 2011    | Eastbourne | WTA Premier       | Rasen             | Petra Kvitová   | 6:1, 4:6, 7:5 |
| 7.  | 16. Oktober 2011 | Osaka      | WTA International | Hartplatz         | Samantha Stosur | 6:3, 6:1      |
| 8.  | 6. Juli 2013     | Wimbledon  | Grand Slam        | Rasen             | Sabine Lisicki  | 6:1, 6:4      |

| Legende                |
| ---------------------- |
| Grand Slam (1)         |
| Tennis Masters Cup (0) |
| WTA Masters Series (0) |
| WTA Tour (7)           |

#### Finalteilnahmen
| Nr. | Datum              | Turnier   | Kategorie         | Belag     | Siegerin           | Ergebnis         |
| --- | ------------------ | --------- | ----------------- | --------- | ------------------ | ---------------- |
| 1.  | 17. September 2006 | Bali      | WTA Tier III      | Hartplatz | Swetlana Kusnezowa | 5:7, 2:6         |
| 2.  | 13. Mai 2007       | Prag      | WTA International | Sand      | Akiko Morigami     | 1:6, 3:6         |
| 3.  | 23. Juni 2007      | Wimbledon | Grand Slam        | Rasen     | Venus Williams     | 4:6, 1:6         |
| 4.  | 20. Juli 2008      | Stanford  | WTA Premier       | Hartplatz | Aleksandra Wozniak | 5:7, 3:6         |
| 5.  | 10. Januar 2009    | Brisbane  | WTA Premier       | Hartplatz | Wiktoryja Asaranka | 3:6, 1:6         |
| 6.  | 21. Mai 2011       | Straßburg | WTA International | Sand      | Andrea Petković    | 4:6, 0:1 Aufgabe |
| 7.  | 31. Juli 2011      | Stanford  | WTA Premier       | Hartplatz | Serena Williams    | 5:7, 1:6         |
| 8.  | 22. Juli 2012      | San Diego | WTA Premier       | Hartplatz | Dominika Cibulková | 1:6, 5:7         |

| Legende                |
| ---------------------- |
| Grand Slam (1)         |
| Tennis Masters Cup (0) |
| WTA Masters Series (0) |
| WTA Tour (7)           |

## Karrierestatistik und Turnierbilanz

### Einzel
| Turnier                   | 2001              | 2002              | 2003              | 2004              | 2005              | 2006              | 2007              | 2008              | 2009              | 2010              | 2011              | 2012              | 2013              | T / T     | S/N       | Sieg%     |
| ------------------------- | ----------------- | ----------------- | ----------------- | ----------------- | ----------------- | ----------------- | ----------------- | ----------------- | ----------------- | ----------------- | ----------------- | ----------------- | ----------------- | --------- | --------- | --------- |
| Australian Open           | –                 | 1                 | 1                 | 2                 | 2                 | 2                 | 2                 | 1                 | VF                | 3                 | 2                 | 3                 | 3                 | 0 / 12    | 15:11     | 58 %      |
| French Open               | 1                 | 1                 | 2                 | 1                 | 1                 | 2                 | AF                | 1                 | 2                 | 3                 | HF                | 2                 | 3                 | 0 / 13    | 16:13     | 55 %      |
| Wimbledon                 | –                 | –                 | 1                 | 3                 | 2                 | 2                 | F                 | 3                 | 3                 | AF                | VF                | 2                 | S                 | 1 / 11    | 28:10     | 74 %      |
| US Open                   | –                 | 3                 | 1                 | 2                 | 3                 | 3                 | AF                | AF                | 2                 | 2                 | 2                 | VF                | –                 | 0 / 11    | 20:11     | 65 %      |
| Tour Championships        | –                 | –                 | –                 | –                 | –                 | –                 | RR                | –                 | –                 | –                 | RR                | –                 | –                 | 0 / 2     | 2:1       | 67 %      |
| Doha                      | andere Kategorie  | andere Kategorie  | andere Kategorie  | andere Kategorie  | andere Kategorie  | andere Kategorie  | andere Kategorie  | AF                | n. a. bzw. a. K.  | n. a. bzw. a. K.  | n. a. bzw. a. K.  | HF                | 2                 | 0 / 3     | 4:3       | 57 %      |
| Dubai                     | andere Kategorie  | andere Kategorie  | andere Kategorie  | andere Kategorie  | andere Kategorie  | andere Kategorie  | andere Kategorie  | andere Kategorie  | AF                | AF                | AF                | a. K.             | a. K.             | 0 / 3     | 6:3       | 67 %      |
| Indian Wells              | –                 | –                 | 2                 | 1                 | 2                 | 3                 | AF                | AF                | 2                 | AF                | F                 | VF                | AF                | 0 / 11    | 18:11     | 62 %      |
| Miami                     | –                 | –                 | VF                | –                 | 2                 | 3                 | 2                 | 2                 | 2                 | HF                | AF                | HF                | 2                 | 0 / 10    | 15:10     | 60 %      |
| Charleston                | –                 | –                 | 1                 | –                 | –                 | AF                | 2                 | AF                | andere Kategorie  | andere Kategorie  | andere Kategorie  | andere Kategorie  | andere Kategorie  | 0 / 4     | 4:4       | 50 %      |
| Berlin                    | –                 | –                 | Q1                | Q2                | –                 | –                 | –                 | AF                | nicht ausgetragen | nicht ausgetragen | nicht ausgetragen | nicht ausgetragen | nicht ausgetragen | 0 / 1     | 1:1       | 50 %      |
| Madrid                    | n. a. bzw. a. K.  | n. a. bzw. a. K.  | n. a. bzw. a. K.  | n. a. bzw. a. K.  | n. a. bzw. a. K.  | n. a. bzw. a. K.  | n. a. bzw. a. K.  | n. a. bzw. a. K.  | 1                 | 2                 | 2                 | 1                 | AF                | 0 / 5     | 4:5       | 44 %      |
| Rom                       | –                 | –                 | –                 | Q2                | –                 | –                 | –                 | AF                | 2                 | –                 | 2                 | 2                 | –                 | 0 / 4     | 3:4       | 43 %      |
| San Diego                 | andere Kategorie  | andere Kategorie  | andere Kategorie  | AF                | 1                 | 1                 | AF                | n. a. bzw. a. K.  | n. a. bzw. a. K.  | n. a. bzw. a. K.  | n. a. bzw. a. K.  | n. a. bzw. a. K.  | n. a. bzw. a. K.  | 0 / 4     | 4:3       | 57 %      |
| Kanada                    | –                 | –                 | 2                 | –                 | 2                 | AF                | VF                | HF                | 1                 | VF                | 1                 | AF                | AF                | 0 / 10    | 13:10     | 57 %      |
| Cincinnati                | n. a. bzw. a. K.  | n. a. bzw. a. K.  | n. a. bzw. a. K.  | n. a. bzw. a. K.  | n. a. bzw. a. K.  | n. a. bzw. a. K.  | n. a. bzw. a. K.  | n. a. bzw. a. K.  | 1                 | VF                | AF                | 2                 | 2                 | 0 / 5     | 4:5       | 44 %      |
| Tokio                     | –                 | –                 | –                 | –                 | –                 | AF                | 1                 | 2                 | VF                | AF                | VF                | AF                | –                 | 0 / 7     | 11:7      | 61 %      |
| Moskau                    | –                 | –                 | –                 | –                 | –                 | –                 | 2                 | 1                 | andere Kategorie  | andere Kategorie  | andere Kategorie  | andere Kategorie  | andere Kategorie  | 0 / 2     | 1:2       | 33 %      |
| Peking                    | nicht ausgetragen | nicht ausgetragen | nicht ausgetragen | nicht ausgetragen | nicht ausgetragen | nicht ausgetragen | nicht ausgetragen | nicht ausgetragen | HF                | 1                 | AF                | HF                | –                 | 0 / 4     | 10:4      | 71 %      |
| Zürich                    | –                 | –                 | –                 | –                 | –                 | 1                 | VF                | n. a. bzw. a. K.  | n. a. bzw. a. K.  | n. a. bzw. a. K.  | n. a. bzw. a. K.  | n. a. bzw. a. K.  | n. a. bzw. a. K.  | 0 / 2     | 2:2       | 50 %      |
| Fed Cup                   | –                 | –                 | –                 | –                 | –                 | –                 | –                 | –                 | –                 | –                 | –                 | –                 | PO                | 0 / 1     | 2:0       | 100 %     |
| Statistik                 | Statistik         | Statistik         | Statistik         | Statistik         | Statistik         | Statistik         | Statistik         | Statistik         | Statistik         | Statistik         | Statistik         | Statistik         | Statistik         | S/N       | S/N       | Sieg%     |
| Gewonnene Titel           | 0                 | 0                 | 0                 | 0                 | 0                 | 3                 | 0                 | 0                 | 2                 | 0                 | 2                 | 0                 | 1                 | Gesamt: 8 | Gesamt: 8 | Gesamt: 8 |
| Gesamt-Siege/-Niederlagen | 31:8              | 34:17             | 35:26             | 31:25             | 35:26             | 45:28             | 47:31             | 29:26             | 49:22             | 34:21             | 58:25             | 41:25             | 24:14             | 493:294   | 493:294   | 63 %      |
| Jahresendposition         | 345               | 106               | 57                | 41                | 40                | 17                | 10                | 17                | 11                | 16                | 9                 | 11                | 13                | N/A       | N/A       | N/A       |

Zeichenerklärung: S = Turniersieg; F, HF, VF, AF = Einzug ins Finale / Halbfinale / Viertelfinale / Achtelfinale; 1, 2, 3 = Ausscheiden in der 1. / 2. / 3. Hauptrunde; KF (kleines Finale) = unterlegen im Spiel um Platz drei; RR = Round Robin (Gruppenphase); n. a. = nicht ausgetragen; a. K. = andere Kategorie; PO (Playoff) = Auf- und Abstiegsrunde im Billie Jean King Cup; K1, K2, K3 = Teilnahme in der Kontinentalgruppe I, II, III im Billie Jean King Cup.
Anmerkung: Diese Statistik berücksichtigt alle Ergebnisse im Einzel bei ITF- und WTA-Turnieren. Als Quelle dient die ITF-Seite der Spielerin. Dargestellt sind nur WTA-Turniere der Kategorie Tier I (bis 2008), die WTA-Turniere der Kategorien Premier Mandatory und Premier 5 (2009–2020).

### Doppel
| Turnier         | 2001 | 2002 | 2003 | 2004 | 2005 | 2006 | 2007 | Karriere |
| --------------- | ---- | ---- | ---- | ---- | ---- | ---- | ---- | -------- |
| Australian Open | —    | —    | 2    | AF   | AF   | —    | 1    | AF       |
| French Open     | —    | 1    | 2    | 2    | AF   | AF   | 1    | AF       |
| Wimbledon       | —    | —    | 2    | VF   | AF   | 2    | AF   | VF       |
| US Open         | —    | —    | HF   | 1    | 1    | 2    | —    | HF       |

## Auszeichnungen
- 2013: Sportlerin des Jahres in Frankreich